# Rubik's Magic

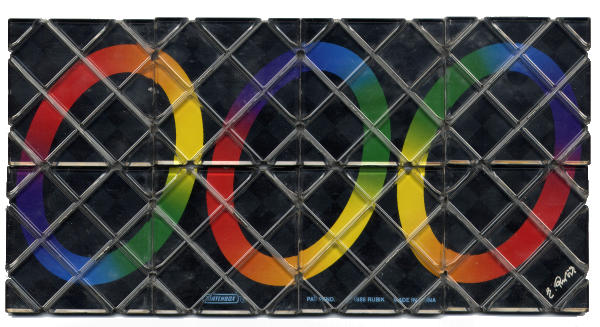
Originele staat

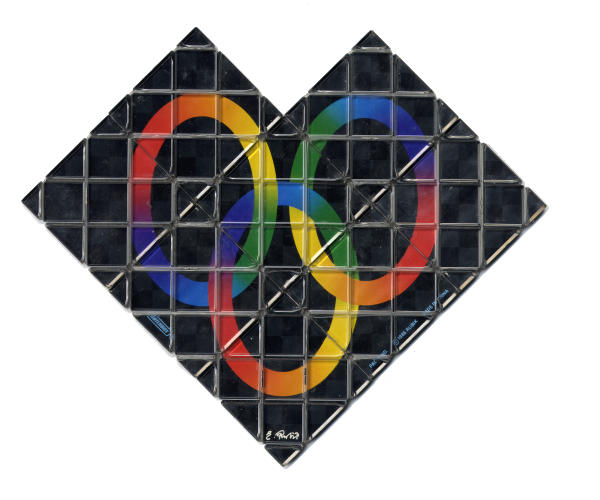
Opgeloste staat

Rubik's Magic is een puzzel van de hand van Ernő Rubik, de uitvinder van de Rubiks kubus. Deze puzzel is net als de kubus een groot succes geworden. De puzzel bevat een vernuftig mechanisch systeem.

## Mechaniek
De puzzel is gebaseerd op het scharniersysteem van de ouderwetse jakobsladder. Het verschil is dat bij een jakobsladder de scharnierrichting langs één richting loopt. Bij de Rubik's Magic-puzzel loopt de scharnierrichting in een hoek van 90 graden. Dit komt doordat de verbindende draden niet recht maar schuin over het plankje gesponnen zijn. De draden worden door gleufjes op hun plek gehouden. 

## Versies
Inmiddels zijn er verschillende versies op de markt gebracht. De standaardversie heeft 8 tegels, die in een lus met elkaar verbonden zijn. De bekendste variant heeft 12 tegels en heet Master Magic.
Er zijn ook varianten van 4 tegels en zelfs van 16 (met de opdracht van een schaakbord).
Liefhebbers kopen een bestaande puzzel en halen deze uit elkaar. Vervolgens verwerken ze hun eigen afbeelding in de puzzel of combineren ze twee of meer puzzels om grotere creaties te bouwen.

## Breekbaar
Door het mechanische systeem is de puzzel kwetsbaar. Het forceren van een beweging kan de puzzel uit elkaar laten vallen. Het in elkaar zetten van een Rubik's Magic is een lastig proces.